# Zatoczek białowargi
Zatoczek białowargi (Anisus leucostoma) – palearktyczny gatunek słodkowodnego ślimaka płucodysznego z rodziny  zatoczkowatych (Planorbidae).

## Taksonomia
W literaturze zachodniej jest opisywany pod nazwą Anisus leucostoma, a w polskojęzycznej Anisus leucostomus. Wielu malakologów nie akceptuje wyodrębniania tego gatunku, traktując go jako synonim Anisus septemgyratus.

## Występowanie
Zasięg jego występowania obejmuje Europę, północną Turcję i północny Iran oraz zachodnią i środkową Syberię. Według niektórych źródeł nie stwierdzono jego obecności w Finlandii i Estonii, czemu przeczą dane IUCN.
Zatoczek białowargi zasiedla małe zbiorniki wody stojącej, głównie na bagnach i torfowiskach, także okresowo zalewane, zanikające. W zbiornikach okresowych jest gatunkiem charakterystycznym. Spotykany głównie na równinach, ale – w przeciwieństwie do Anisus spirorbis – występuje również na obszarach górzystych (do 1800 m w Szwajcarii). W Polsce jest gatunkiem pospolitym.

## Budowa
Muszla o wymiarach 1,4–1,5 × 6–7 mm, zwykle brązowa, bardzo lśniąca. Jej górna powierzchnia jest zwykle spłaszczona. Skręty są lekko wypukłe, w liczbie 6–6,5. Ostatni skręt nie jest szerszy od poprzedniego, ale szerszy niż u  A. septemgyratus i węższy niż u A. spirorbis.

## Biologia i ekologia
Wykazuje wybitną odporność na wysychanie, co pozwala mu przetrwać okres suszy. Rozmnaża się od kwietnia do września. Jest nosicielem wielu gatunków przywr, m.in.: Australapatemon burti, A. minor, Gigantobilharzia suebica i Echinoparyphium pseudorecurvatum.

## Zagrożenia i ochrona
W wielu regionach Europy jest zagrożony z powodu utraty siedlisk. W pozostałych obszarach zasięgu jest szeroko rozprzestrzeniony, lokalnie występuje licznie, a nawet masowo.